# Tesseract (fordon)
Tesseract är en fyrhjulig motorcykelprototyp som presenterades av det japanska företaget Yamaha Motor Company 2007. Fordonet har både en dubbelcylindrig V-gasmotor och en elektrisk motor.